# Palkafélék
A palkafélék vagy sásfélék (Cyperaceae) a perjevirágúak rendjének (Poales) egy családja (3200 fajjal). Legközelebbi rokonaik egyrészt a szittyófélék (Juncaceae), másrészt a gyékényfélék (Typhaceae). Korábbi rendszerekben önálló rendként szerepel (Cyperales), és a liliomvirágúak (Liliales, Liliflorae) egyik erősen módosult vonalának tekintették, a virágzatukat a liliomok virágszerkezetére vezették vissza. Ehrendorfer már felveti a rokonsági kapcsolatot a gyékényfélékkel (Typhaceae), de ezt még a Borhidi-rendszer (1998) is elveti. Az APG II rendszerben már a commelinids kládban szerepel a Poales rendben. A pázsitfű-vonalról a bromélia- és gyékényfélékkel együtt hamar leváltak, önálló evolúciós útra tértek. A palkafélék közös tulajdonságai:
- a perjefélékre emlékeztető külsejük, háromélű vagy hengeres száruk van, mely csak a tövénél csomós;
- a levelek három sorban állnak, szálasak, hüvelyük zárt;
- virágzatuk füzér vagy fejecske, kivétel nélkül szélbeporzásúak (hasonlóan a gyékény- és szittyófélékhez – ez tehát nem konvergens evolúció, ahogy Borhidi gondolta);
- minden virág előtt pelyva áll, amely egy murvalevélnek felel meg; a virágtakaró lepel, amely gyakran hiányzik, így csak serték vagy szőrképletek formájában jelenik meg;
- a porzók száma 2–3, a termő ugyancsak 2–3 magház összenövéséből alakult, felsőállású, együregű, 2–3 bibével;
- az embriót lisztes, keményítőtartalmú endospermium veszi körül;
- termésük fel nem nyíló, zárt szemtermés.

## Néhány nemzetsége

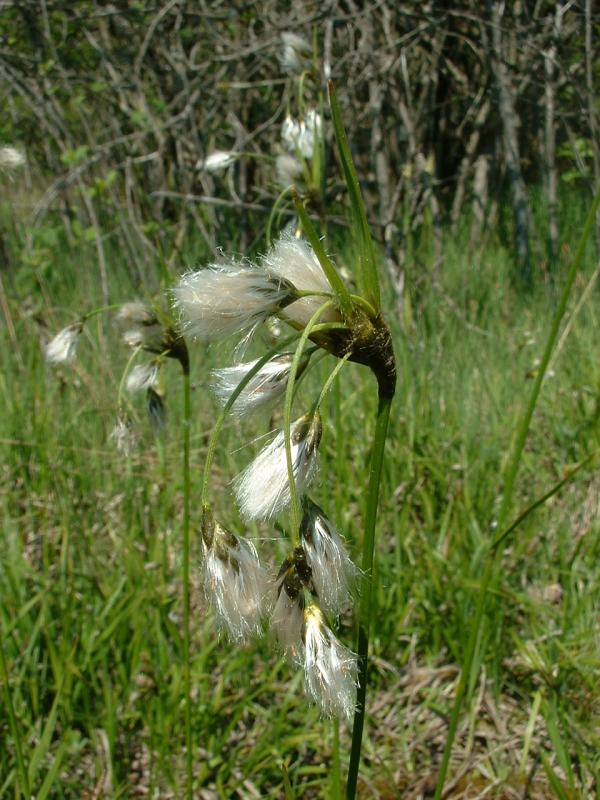
Eriophorum latifolium

- Afrotrilepis
- Becca
- Blysmus
- Bolboschoenus
- Bulbostylis
- sás (Carex)
- télisás (Cladium)
- palka (Cyperus)
- Desmoschoenus
- Dulichium
- Eleocharis
- Eleogiton
- Elyna
- gyapjúsás (Eriophorum)
- Fimbristylis
- Fuirena
- Isolepis
- Kobresia
- Lepidosperma
- Lipocarpha
- Pycreus
- Rhynchospora
- Schoenoplectus
- Schoenus
- Scirpoides
- Scirpus
- Trichophorum